# بوبي شيلينغ
بوبي شيلينغ (بالإنجليزية: Bobby Schilling)‏ هو مسير أعمال وصاحب مطعم وسياسي أمريكي، ولد في 23 يناير 1964 في روك أيلاند في الولايات المتحدة وتوفي 6 أبريل 2021. حزبياً، نشط في الحزب الجمهوري. في انتخابات مجلس النواب الأمريكي 2010 ‏، انتخب عضو مجلس النواب الأمريكي عن دائرة الدائرة الكونغرسية السابعة عشر لإلينوي ‏ وقد انضم خلال فترته النيابية ‏ (5 يناير 2011 – 3 يناير 2013) للكتلة البرلمانية الحزب الجمهوري وانتخب عضو مجلس النواب الأمريكي.